# صلاة التبشير
صلاة التبشير أو التبشير الملائكي[بحاجة لمصدر] هو تكريس كثلي لإحياء ذكرى تجسد المسيح. التبشير هنا مشتق قول: «بَشَّر جبرائيلُ مريمَ» (باللاتينية: Angelus Domini nuntiavit Mariæ) هو الحال مع العديد من الصلوات الكثلية. تجري الصلاة بتلاوة آية وإجابة لثلاث آيات من الكتاب المقدس تروي المسارية بالتناوب مع صلاة السلام عليك يا مريم.